# Ebenopsis confinis
Ebenopsis confinis là một loài thực vật có hoa trong họ Đậu. Loài này được (Standl.) Barneby & J.W.Grimes miêu tả khoa học đầu tiên.